# Una vita da vivere
Una vita da vivere (One Life to Live) è stata una soap opera americana andata in onda sulla ABC dal 15 luglio 1968 al 13 gennaio 2012 e poi ripresa per pochi mesi nel 2013.
Creato da Agnes Nixon, il serial è stato il primo sceneggiato del genere ad affrontare le diversità socioeconomiche e razziali della società americana e ha messo in scena diverse problematiche sociali.

## Produzione
A seguito del successo della serie Destini della NBC, la ABC chiese alla creatrice della soap della rete rivale di creare un nuovo serial. Sebbene l'idea principale della Nixon si basasse sulla classica formula della ricca famiglia contrapposta a una famiglia povera, l'autrice era stanca delle restrizioni imposte dalla natura tendenzialmente intoccabile alla base di questo genere di serial. Decise, così, di mettere in risalto le diversità etniche e socioeconomiche dei protagonisti della sua nuova creazione.
Nei primi titoli di testa del serial, si vedeva un fuoco crepitante, rappresentazione visiva di quello che fu il primo titolo della soap, Between Heaven and Hell (Fra Paradiso e Inferno), cambiato poi in One Life to Live per evitare controversie. Lo sceneggiato fu inizialmente prodotto dalla Colgate-Palmolive (che già sponsorizzava The Doctors). Poi, nel dicembre del 1974, la ABC rilevò la serie dalla compagnia della Nixon, la Creative Horizons Inc. La durata media delle prime puntate era di mezz'ora, espansa a 45 minuti nel 1976 e a un'ora a partire dal 1978.
La serie venne prodotta fino al 2012 quando venne anche ipotizzato un suo spostamento su internet insieme a La valle dei pini, poi saltato perché molti attori avevano già firmato contratti con altre soap. Il 7 gennaio 2013, Prospect Park ha confermato la continuazione della soap su The Online Network, su Hulu, su Hulu Plus, e su iTunes, e le prime riprese iniziarono a febbraio 2013. La serie riprese il 29 aprile 2013 ma non ha ottenuto il riscontro sperato sul web e venne nuovamente interrotta il 3 settembre 2013. La stessa sorte è toccata anche a La valle dei pini.

## Trama
Con la classica formula delle soap opera, si intrecciano gli amori e gli intrighi di famiglie di diverse estrazioni sociali. Nell'immaginaria cittadina di Llanview, in Pennsylvania, inizialmente si intrecciano i destini della ricca famiglia Lord e dei medio ricchi Siegel, nel corso degli anni furono introdotte le famiglie appartenenti alla classe media dei Riley e Wolek e gli afroamericani Gray.
Nel corso degli anni la soap opera ha affrontato diverse tematiche attraverso il suo personaggio più rappresentativo, ovvero Victoria "Viki" Lord che ha dovuto affrontare la vedovanza, uno stupro, divorzi, ictus e un cancro al seno. Una vita da vivere è stata la prima soap opera ad affrontare la tematica dell'omosessualità, raccontata apertamente nella fascia del daytime attraverso il personaggio dell'adolescente Billy Douglas, interpretato da Ryan Phillippe, seguendo la presa di coscienza della sua sessualità e il suo successivo coming out.

## Personaggi

### Prima di diventare famosi
Molti attori, prima di diventare celebri, presero parte alla soap opera, tra questi vi furono:
- Corbin Bleu - Jeffrey King (2013)[5]
- Reiko Aylesworth - Rebecca Lewis (1993-1995)
- Tom Berenger - Tim Siegel (1975-1976)
- Yasmine Bleeth - LeeAnn Demerest (1991-1993)
- Jonathan Brandis - Kevin Buchanan (1982)
- Dixie Carter - Dorian Cramer (1974)
- Bryan Cranston - Dean Stella (1985)
- Marcia Cross - Kate Sanders (1986-1987)
- John Cullum - Artie Duncan (1969)
- Roma Downey - Johanna Leighton (1988)
- Julia Duffy - Karen Wolek (1977)
- Nathan Fillion - Joey Buchanan (1994-1997, 2007)
- Laurence Fishburne - Josh Hall (1973-1976)
- Faith Ford - Muffy Critchlow (1983)
- Barbara Garrick - Allison Perkins (1986-1987, 2001-2002, 2003, 2008)
- Richard Grieco - Rick Gardner (1986-1987)
- Danielle Harris - Sammi Garretson (1985-1987)
- Tommy Lee Jones - Dr. Mark Toland (1971-1975)
- Joe Lando - Jake Harrison (1990-1992)
- Judith Light - Karen Wolek (1977-1983)
- Crystal Chappell - Maggie Carpenter (1995 - 1997)
- Colm Meaney - Alf (1987-1988)
- Hayden Panettiere - Sarah Roberts (1994-1997)
- Connor Paolo - Travis O'Connell (2004)
- Jameson Parker - Brad Vernon (1976-1978)
- Ryan Phillippe - Billy Douglas (1992-1993)
- Phylicia Rashād - Courtney Wright (1981-1983)
- Elisabeth Röhm - Dorothy Hayes (1997-1998)
- Brandon Routh - Seth Anderson (2001-2002)
- Jessica Tuck - Megan Gordon (1988-1992)
- Blair Underwood - Bobby Blue (1985-1986)
- Casper Van Dien - Ty Moody (1993-1994)
- Mario Van Peebles - Doc Gilmore (1982-1983)
- Nana Visitor - Georgina Whitman (1982)